# La notte del giorno dopo
La notte del giorno dopo (The Night of the Following Day) è un film del 1968 diretto da Hubert Cornfield, con protagonista Marlon Brando.

## Trama
Una bella ragazza adolescente, Pamela, figlia di un ricco uomo d'affari di nome Dupont, arriva con l'aereo a Orly presso Parigi. Ad attenderla c'è una Roll Royce che dovrebbe portarla a casa, mentre invece al primo incrocio viene fatta scendere e obbligata a salire su un'altra auto. Il rapimento è ad opera di una banda composta da quattro americani, Buddy (Marlon Brando), la sua ragazza Lynn, il fratello di lei Wally e un altro socio Leer. Questi la portano in una villetta sul mare e la richiudono in una stanza promettendole che non le faranno del male purché il padre paghi il riscatto da loro richiesto.
Buddy inizia ad avere dei ripensamenti quando comincia a vedere che il socio Leer perde il controllo perché invaghito dalla ragazza, presa durante un tentativo di fuga. Buddy molto colpito da questo episodio, da adesso in poi cercherà di proteggere maggiormente la ragazza, suscitando la gelosia di Lynn. Questa purtroppo ha anche il vizio della droga, e Buddy scoperta tramortita nella vasca da bagno, cerca di convincere l'incredulo fratello Wally della sua ricaduta. Difatti lei stessa doveva andarli a prenderli all'aeroporto, invece per ironia della sorte proprio un poliziotto conosciuto da Lynn con cui aveva allacciato una sorta di simpatia, li aveva accompagnati nella villa. Buddy teme che sia anche lui un possibile ostacolo al compimento del sequestro in quanto pensa che non sia stato convinto di tutta la storia che Lynn gli aveva raccontato in quella circostanza.
In ogni modo il piano va avanti, e Leer vola a Parigi per seguire di persona lo svolgimento del seguito dell'operazione. Con molta mimetizzazione Leer riesce a tallonare il padre nei suoi spostamenti dopo avergli passato attraverso dei fogli delle indicazioni molto precise. Riesce addirittura a vedere il ritiro dei soldi del signor Dupont nelle varie banche. Quello che però era un timore per Buddy nei confronti della fiducia in Leer si dimostra esatto; difatti Leer sta allo stesso tempo progettando un cambio di programma per liquidare i suoi soci lontani, a vantaggio di un'uscita redditizia del tutto personale. Fa difatti fuori il pilota d'aereo in albergo che dovrebbe accompagnare il gruppo in Portogallo con il denaro. Leer comunque riesce a portare il padre della ragazza a destinazione con la valigia piena di soldi.
Prima però passa per la villa, e minaccia Buddy puntandogli addosso la pistola, ammonendolo che se entro un'ora non compirà il piano, si rifarà sull'ostaggio, dimostrando dunque quale pessimo e perverso elemento effettivamente è.
Buddy e Lynn corrono al bar dove lo attende suo fratello e il padre della ragazza in ostaggio, fermandosi però prima per far saltare con l'esplosivo una torretta allo scopo di distrarre l'attenzione delle varie forze dell'ordine facendole convogliare in quel punto. Proprio mentre stanno dirigendosi al bar incrociano il poliziotto conosciuto Lynn, che la nota in compagnia di Buddy, creando così tanta curiosità da fargli invertire il senso di marcia seguendoli senza farsi notare.  Al bar oramai si è fatto tardi, e il barista non fa appena tempo di chiudere il locale che dalla porta entra come un fulmine Buddy. Si dirige in  bagno per montare una mitragliatrice. Esce allo scoperto e si dirige verso il padre per farsi dare i soldi, sicuro che oramai non ci siano più ostacoli davanti. Invece il primo che incontra è il barista, che cercando di non farsi vedere, estrae sottobanco una pistola, sperando nella collaborazione di Wally che reputa un casuale avventore serale. Comincia a sparare per primo ferendo però Wally che non si sposta per coprire Buddy, che però reagisce stendendolo con una mitragliata. I colpi però richiamano l'attenzione del gendarme che si era messo a parlare con Lynn rimasta dentro in auto. Lynn non può altro che vigliaccamente sparargli alle spalle, e non appena esce Buddy con la valigia e il fratello ferito, scappano.
Sapendo che c'è Leer che li aspetta e temendo qualche colpo gobbo, Buddy scende prima dall'auto per raggiungere armato da solo la villa. Purtroppo però dovrà assistere quello che aveva temuto, ossia il tradimento di Leer. Questo sparerà addosso all'auto guidata da Lynn colpendola in pieno volto uccidendola e finendo il fratello scappato con la valigia fuori dall'auto che aveva preso fuoco. Leer si allontana con la valigia convinto di aver liquidato tutti e tre i suoi ex soci.
La vendetta non si fa attendere, e Buddy cercherà nel buio prima dell'alba di individuare Leer, trovandolo mentre comunica con una barca attraverso una lampada. Lo colpisce mimetizzato tra la battigia, e non potendolo finire visto l'inceppamento dell'arma, lo fa affogare trascinandolo a ridosso delle onde in spiaggia. Finita l'esecuzione, Buddy corre subito a vedere cosa è accaduto alla ragazza in ostaggio, trovandola però già seviziata da Leer.
Il finale però rimanda alla scena iniziale, dove la ragazza rapita svegliandosi pare abbia fatto un sogno. Nello scendere dalle scale però incontra sia Lynn come hostess, e addirittura Buddy.